# 729

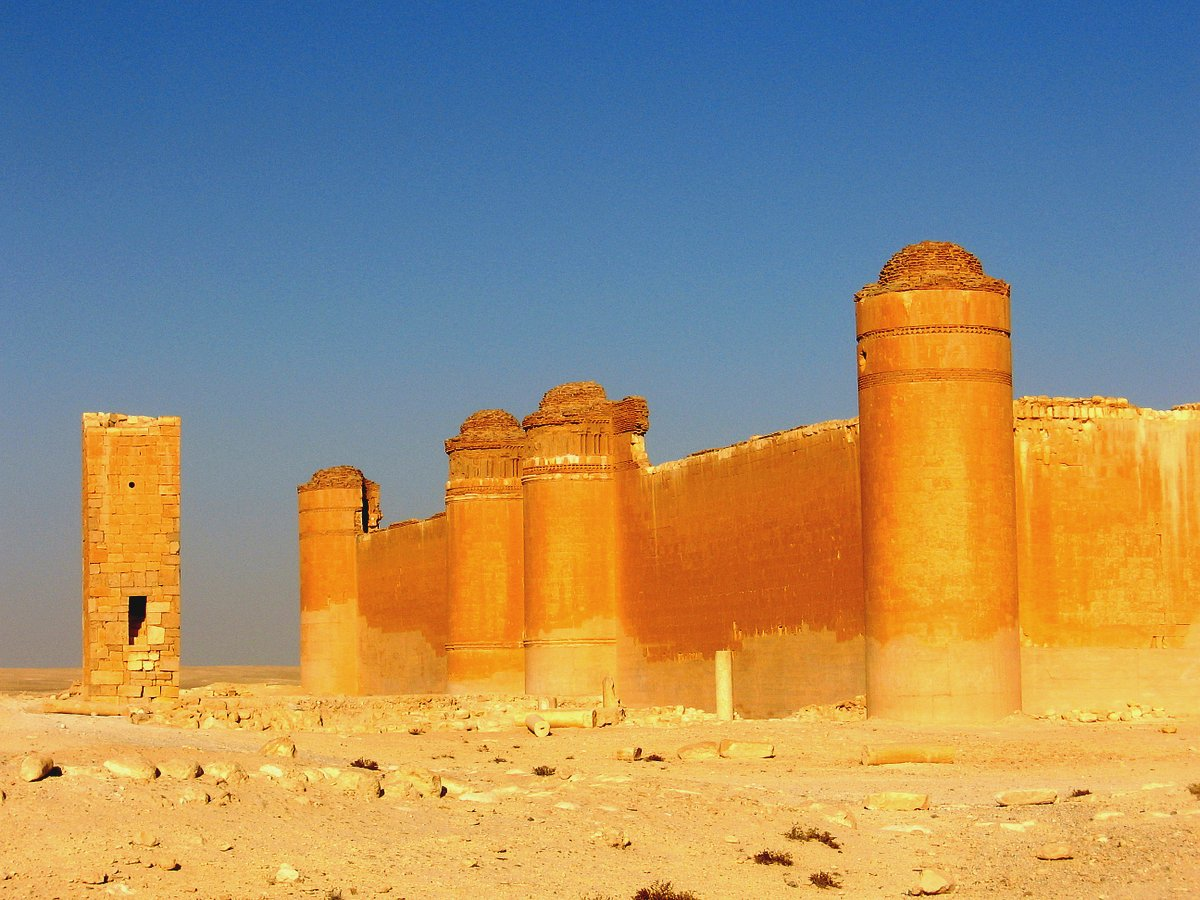
Het kasteel Qasr al-Chair al-Sharqi (Syrië)

Het jaar 729 is het 29e jaar in de 8e eeuw volgens de christelijke jaartelling.

## Gebeurtenissen

### Brittannië
- Koning Osric van Northumbria overlijdt na een regeerperiode van 11 jaar. Hij wordt opgevolgd door zijn neef Ceolwulf.

### Arabische Rijk
- Het kasteel Qasr al-Chair al-Sharqi (ten noordoosten van Palmyra) in Syrië wordt voltooid.

### Azië
- Khun Borom (729 - 746) bestijgt de troon als koning van Nan Chao (huidige Laos).

## Geologie
- Het vulkanische eiland Lipari, gelegen ten noordoosten van Sicilië, komt tot uitbarsting.

## Overleden
- Egbert, Angelsaksisch missionaris
- Osric, koning van Northumbria